# Homoneura demeijerei
Homoneura demeijerei är en tvåvingeart som beskrevs av Malloch 1929. Homoneura demeijerei ingår i släktet Homoneura och familjen lövflugor. Inga underarter finns listade i Catalogue of Life.